# Hedwig Conrad-Martius
Hedwig Conrad-Martius (Berlino, 27 febbraio 1888 – Starnberg, 15 febbraio 1966) è stata una filosofa tedesca, esponente del movimento fenomenologico.

## Biografia
Hedwig Martius fu tra le prime donne in Germania a iniziare uno studio universitario. Di origine ebraica, ma convertitasi al protestantesimo, dapprima studiò letteratura e storia a Rostock e a Friburgo in Brisgovia, poi dal 1909/1910 filosofia a Monaco di Baviera con Moritz Geiger. Nel semestre invernale 1911/1912 si trasferì all'Università di Gottinga, dove entrò a far parte della cerchia di studenti di Edmund Husserl. Successivamente Edith Stein e Gerda Walther (a Friburgo) seguirono il suo esempio.
Presto si mise alla guida della neonata "Società Filosofica", una cerchia di cui fecero parte Theodor Conrad, come fondatore, Alexandre Koyré, Fritz Kaufmann, Dietrich von Hildebrand, Jean Hering, Winthrop Bell e successivamente anche Edith Stein.
Le sue attività di ricerca furono temporaneamente bloccate da una proibizione di pubblicare sotto il regime nazista. Dopo la seconda guerra mondiale Hedwig Conrad-Martius poté dedicarsi di nuovo liberamente alla filosofia e nel 1949 divenne docente e nel 1955 professoressa onoraria a Monaco.

## Pensiero

### Realontologie
Hedwig Conrad-Martius ritenne che lo sviluppo di una fenomenologia trascendentale idealista del tardo Husserl non fosse adatta per il fenomeno del reale e quindi sviluppò una propria posizione che chiamò "fenomenologia ontologica".
La sua Realontologie divenne il fondamento per le sue successive ricerche sulla filosofia naturale, la cosmologia, e le ricerche riguardo a spazio e tempo.
La tesi fondamentale della sua fenomenologia ontologica è: Im Wahrnehmen der sich zeigenden Dinge (φαινόμενον - etwas, das sich zeigt - Phänomen) erkennen wir sie. (Nella percezione degli oggetti che si manifestano (φαινόμενον - qualcosa, che si manifesta - fenomeno) li riconosciamo)

### Spazio e Tempo
Conrad-Martius sviluppa la sua posizione riguardo alla natura in discussione con le scienze naturali del suo tempo, specie la fisica, tenendo conto dei risultati conseguiti dalla teoria della relatività e della meccanica quantistica.
Essa scrive: "Der gekrümmte Weltraum ist zwar endlich, aber unbegrenzt“ (Lo spazio curvato è finito, ma senza limite) e definisce così in base all'analogia dello spazio tridimensionale con la superficie bidimensionale di una sfera, illimitata, ma finita. In quest senso però bisogna pensare lo spazio tridimensionale con una dimensione aggiuntiva. (Alexandra Elisabeth Pfeiffer, Hedwig Conrad-Martius, S. 117).
Secondo Conrad-Martius ci sono tre possibili relazioni tra tempo e mondo:
1. Quella di un tempo infinito, all'interno del quale il mondo inizia o con la quale il mondo può anche essere concepito come infinito e senza inizio  – questo corrisponde alla concezione classica delle scienze naturali
2. Un mondo, all'interno del quale ha iniziato il tempo – secondo Conrad-Martius questa è la posizione di Platone nel Timeo (37 C-E).
3. Uno spazio/tempo "finito", che dipende da un mondo "finito" – questa è la concezione della teoria della relatività generale.

Da ciò Conrad-Martius deduce che anche il tempo può considerarsi solo come finito se viene considerato come ciclicamente conchiuso in se stesso, visto che una concezione "lineare" di tempo procederebbe in infinito. Come ciclico il tempo diventa invece finito, ma illimitato.
A differenza dallo spazio il tempo però si muove, la sua essenza è basata sul movimento fondatore dell'essere - se si muove ciclicamente, quindi, può continuare un ciclo infinito.

## Opere
- Die erkenntnistheoretischen Grundlagen des Positivismus, Bergzabern 1920
- Metaphysische Gespräche, Halle 1921
- Realontologie, in: Jahrbuch für Philosophie und Phänomenologische Forschung, 6 (1923), 159 - 333
- Zur Ontologie und Erscheinungslehre der realen Außenwelt. Verbunden mit einer Kritik positivistischer Theorien, in: Jahrbuch für Philosophie und phänomenologische Forschung 3 (1916)
- Die „Seele“ der Pflanze. Biologisch-ontologische Betrachtungen, Breslau 1934
- Abstammungslehre, München 1949 (Pubblicato originariamente con il titolo Ursprung und Aufbau des lebendigen Kosmos“ erschienen, Kosmos, 1938)
- Der Selbstaufbau der Natur, Entelechien und Energien, Hamburg 1944
- Bios und Psyche, Hamburg 1949
- Die Zeit, München 1954
- Utopien der Menschenzüchtung. Der Sozialdarwinismus und seine Folgen München 1955
- Das Sein, München 1957
- Der Raum, München 1958
- Die Geistseele des Menschen, München 1960
- Schriften zur Philosophie I-III, in Einverständnis mit der Verfasserin, a cura di Eberhard Avé-Lallemant, München 1963-1965